# Nazionale maschile di calcio del Gambia
La nazionale di calcio del Gambia è la rappresentativa calcistica del Gambia ed è posta sotto l'egida della Gambia Football Federation. La federazione è stata fondata nel 1952, ma si è affiliata alla FIFA solamente quattordici anni più tardi.
La nazionale non ha mai preso parte alla fase finale della Coppa del mondo. Ha partecipato a due edizioni della Coppa d'Africa, nel 2021 e nel 2023, ottenendo come miglior risultato i quarti di finale nell'edizione del 2021. Nella sua storia vanta tre finali, tutte perse sempre contro il Senegal, nella Coppa Amílcar Cabral e la partecipazione dell'Under-20 al campionato mondiale di categoria del 2007 in Canada.
Nel ranking FIFA, istituito nell'agosto 1993, il Gambia ha raggiunto quale migliore piazzamento il 65º posto nel giugno 2009, mentre il peggiore piazzamento è il 179º posto del marzo 2017. La nazionale occupa attualmente il 128º posto della graduatoria.

## Storia
La nazionale gambiana esordì il 5 dicembre 1962 con il nome di Gambia Britannico, vincendo contro il Senegal per 3-2 in casa in amichevole.
Nell'aprile 1963 la squadra partecipò al Torneo dell'amicizia in Senegal. Tornò in campo non prima del 16 novembre 1968, quando giocò in casa della Sierra Leone un'amichevole persa per 2-1. Il successivo match fu ancora contro la Sierra Leone, il 24 aprile 1971, e si chiuse con un'altra sconfitta in trasferta, per 3-1. Il 2 maggio seguente il Gambia si recò in casa della Guinea per un'amichevole persa per 4-2. Il 14 maggio 1972, in una gara di qualificazione ai Giochi panafricani del 1973, il Gambia perse per 8-0, ancora in casa della Guinea.
Il Gambia partecipò poi alle qualificazioni all'Olimpiade del 1976, perdendo per 1-0 in casa contro la Guinea il 27 aprile 1975 e subendo un 6-0 in casa dei guineani il 1º giugno.
Nell'agosto del 1975 il Gambia partecipò per la prima volta alle qualificazioni alla Coppa d'Africa, nelle eliminatorie dell'edizione del 1976. L'eliminazione giunse per mano del Marocco, vittorioso per 3-0 in Gambia il 10 agosto e per 3-0 in casa il 24 agosto.
Il 30 gennaio 1977 la nazionale gambiana affrontò per la prima volta una nazionale europea, la Danimarca, perdendo per 4-1 in casa in amichevole.
Il 12 ottobre 2002 la squadra colse la maggiore vittoria della propria storia, battendo per 6-0 il Lesotho in una partita di qualificazione alla Coppa d'Africa 2004.
Nel maggio 2014 il Gambia fu sospeso dalle competizioni internazionali dalla CAF per due anni per aver falsificato l'età dei propri calciatori.
Tra il 2018 e il 2019 la nazionale gambiana conobbe dei significativi progressi, pareggiando per due volte (entrambe per 1-1) contro l'Algeria  e chiudendo il girone di qualificazione alla Coppa d'Africa 2019 al terzo posto, con un bilancio di una vittoria e 3 pareggi e 2 sconfitte in 6 partite. Il 13 novembre 2019 il Gambia sconfisse l'Angola per 3-1 in trasferta, mettendo a referto la prima vittoria esterna in una gara di qualificazione alla Coppa d'Africa o al campionato del mondo, al quarantesimo tentativo. 
Nel marzo 2021 la squadra si qualificò alla Coppa d'Africa 2021, accedendo per la prima volta nella storia alla fase finale del torneo. In Camerun la squadra gambiana ottenne 7 punti nel proprio girone, qualificandosi come seconda classificata agli ottavi di finale, dove eliminò la Guinea; il percorso dei gambiani si arrestò dopo lo storico approdo ai quarti di finale, a causa della sconfitta contro il Camerun per 2-0. Alla Coppa d'Africa 2023, i gambiani non riuscirono purtroppo a ripetersi, finendo ultimi con 0 punti in un girone che comprendeva la Guinea, il Senegal campione d'Africa in carica e lo stesso Camerun, contro cui perse 3-2 nella giornata decisiva. Mancò poi l'appuntamento alla Coppa d'Africa 2025 finendo terzo nel gruppo di qualificazione dietro a Tunisia e Comore.

## Colori e simboli

### Divise storiche
| \| Coppa d'Africa 2021[8] \| Coppa d'Africa 2021[8] \| Coppa d'Africa 2021[8] \| Coppa d'Africa 2021[8] \| \| ---------------------- \| ---------------------- \| ---------------------- \| ---------------------- \| \| Casa \| Trasferta \| \| \| \| \| \| \| \| \| Saller \| \| \| \| | |
| Coppa d'Africa 2021 | |
| Casa | Trasferta |
| Manica sinistra · Manica sinistra · Maglietta · Maglietta · Manica destra · Manica destra · Pantaloncini · Pantaloncini · Calzettoni · Calzettoni | Manica sinistra · Manica sinistra · Maglietta · Maglietta · Manica destra · Manica destra · Pantaloncini · Calzettoni · Calzettoni |
| Saller | |

## Partecipazioni ai tornei internazionali
Legenda: Grassetto: Risultato migliore, Corsivo: Mancate partecipazioni

## Tutte le rose

### Coppa d'Africa
Coppa d'Africa 20211 M. Jobe, 2 Bobb, 3 A. Jallow, 4 Ngum, 5 O. Colley, 6 Marreh, 7 L. Jallow, 8 E. Darboe, 9 Ceesay, 10 Mu. Barrow, 11 Mo. Barrow, 12 Gomez, 13 Jagne, 14 Sonko Sundberg, 15 Sohna, 16 Mbye, 17 B. Jobe, 18 Gaye, 19 E. Colley, 20 Trawally, 21 Janko, 22 Sibi, 23 Badamosi, 24 D. Darboe, 25 Sanneh, 26 Touray, 27 Njie, 28 Adams, CT: Saintfiet
Coppa d'Africa 20231 Jobe, 2 Barry, 3 Jallow, 4 Ngum, 5 O. Colley, 6 Marreh, 7 Fadera, 8 Adams, 9 Ceesay, 10 Barrow, 11 Sanyang, 12 Gomez, 13 Touray, 14 Sonko Sundberg, 15 Mendy, 16 Manneh, 17 Janko, 18 Gaye, 19 E. Colley, 20 Minteh, 21 M. Sanneh, 22 Sarr, 23 Badamosi, 24 Darboe, 25 B. Sanneh, 26 Sowe, 27 Bobb, CT: Saintfiet

## Rosa attuale
Lista dei giocatori convocati per la Coppa delle nazioni africane 2023, che si disputerà fra il 13 gennaio e l'11 febbraio 2024.
Statistiche aggiornate al termine del loro percorso nella competizione.
|  | P | Modou Jobe          | 27 ottobre 1988  | 31 | 0  | Black Leopards   |  |  |
|  | P | Baboucarr Gaye      | 24 febbraio 1998 | 21 | 0  | Lokomotiv Sofia  |  |  |
|  | P | Lamin Sarr          | 11 marzo 2001    | 0  | 0  | Eskilsminne      |  |  |
|  |   |                     |                  |    |    |                  |  |  |
|  | D | Omar Colley         | 24 ottobre 1992  | 51 | 1  | Beşiktaş         |  |  |
|  | D | Bubacarr Sanneh     | 14 novembre 1994 | 40 | 1  | Zvijezda 09      |  |  |
|  | D | Dawda Ngum          | 14 novembre 1994 | 21 | 0  | Ariana Malmo     |  |  |
|  | D | Ibou Touray         | 2 settembre 1990 | 21 | 0  | Stockport County |  |  |
|  | D | James Gomez         | 14 novembre 2001 | 19 | 1  | Sparta Praga     |  |  |
|  | D | Noah Sonko Sundberg | 6 giugno 1996    | 18 | 0  | Ludogorec        |  |  |
|  | D | Muhammed Sanneh     | 19 febbraio 2000 | 10 | 0  | Baník Ostrava    |  |  |
|  | D | Saidy Janko         | 22 ottobre 1995  | 10 | 0  | Young Boys       |  |  |
|  | D | Jacob Mendy         | 27 dicembre 1996 | 3  | 0  | Wrexham          |  |  |
|  |   |                     |                  |    |    |                  |  |  |
|  | C | Sulayman Marreh     | 15 gennaio 1996  | 35 | 1  | Hapoel Haifa     |  |  |
|  | C | Hamza Barry         | 3 maggio 1994    | 26 | 1  | Vejle            |  |  |
|  | C | Yusupha Bobb        | 22 gennaio 1996  | 20 | 0  | Kawkab Marrakech |  |  |
|  | C | Ebou Adams          | 15 gennaio 1996  | 16 | 0  | Cardiff City     |  |  |
|  | C | Ebrima Darboe       | 6 giugno 2001    | 15 | 0  | LASK             |  |  |
|  | C | Alasana Manneh      | 8 aprile 1998    | 12 | 0  | Odense           |  |  |
|  |   |                     |                  |    |    |                  |  |  |
|  | A | Assan Ceesay        | 17 marzo 1994    | 41 | 13 | Damac            |  |  |
|  | A | Musa Barrow         | 14 novembre 1998 | 38 | 6  | Al-Taawoun       |  |  |
|  | C | Ablie Jallow        | 14 novembre 1998 | 32 | 8  | Metz             |  |  |
|  | A | Ebrima Colley       | 1º febbraio 2000 | 24 | 2  | Young Boys       |  |  |
|  | A | Muhammed Badamosi   | 27 dicembre 1998 | 22 | 2  | Čukarički        |  |  |
|  | A | Abdoulie Sanyang    | 8 maggio 1999    | 14 | 0  | Grenoble         |  |  |
|  | A | Ali Sowe            | 14 giugno 1994   | 12 | 0  | Ankaragücü       |  |  |
|  | A | Alieu Fadera        | 3 novembre 2001  | 7  | 0  | Genk             |  |  |
|  | A | Yankuba Minteh      | 22 luglio 2004   | 5  | 1  | Feyenoord        |  |  |

## Record individuali
Dati aggiornati al 25 marzo 2025.
- In grassetto i giocatori in attività con la maglia della nazionale.

### Classifica presenze
| Pos. | Giocatore       | Presenze | Reti | Periodo   |
| ---- | --------------- | -------- | ---- | --------- |
| 1    | Omar Colley     | 60       | 1    | 2012-     |
| 2    | Musa Barrow     | 47       | 11   | 2018-     |
| 3    | Pa Modou Jagne  | 43       | 2    | 2008-2022 |
| 5    | Assan Ceesay    | 41       | 13   | 2011-     |
| 6    | Bubacarr Sanneh | 40       | 1    | 2011-     |
| 7    | Ebrima Sohna    | 38       | 3    | 2007-2022 |
| 7    | Ablie Jallow    | 38       | 8    | 2015-     |
| 9    | Sulayman Marreh | 35       | 1    | 2011-2023 |
| 10   | Abdou Jammeh    | 33       | 2    | 2006-2015 |

### Classifica reti
| Pos. | Giocatore         | Reti | Presenze | Periodo   |
| ---- | ----------------- | ---- | -------- | --------- |
| 1    | Assan Ceesay      | 13   | 41       | 2011-     |
| 2    | Musa Barrow       | 11   | 47       | 2018-     |
| 3    | Ablie Jallow      | 8    | 36       | 2018-     |
| 4    | Momodou Ceesay    | 6    | 16       | 2010-2015 |
| 5    | Mustapha Jarju    | 5    | 26       | 2006-2013 |
| 5    | Jatto Ceesay      | 5    | 17       | 1994-2007 |
| 5    | Omar Samba        | 5    | 11       | 1995-2002 |
| 5    | Yankuba Minteh    | 5    | 15       | 2022-     |
| 9    | Muhammed Badamosi | 4    | 26       | 2018-     |